# Dipoena anahuas
Dipoena anahuas är en spindelart som beskrevs av Claude Lévi 1963. Dipoena anahuas ingår i släktet Dipoena och familjen klotspindlar. Inga underarter finns listade i Catalogue of Life.